# Hicksville (Ohio)
Hicksville è un villaggio degli Stati Uniti d'America, situato nello stato dell'Ohio, nella contea di Defiance.